# IC 2327
IC 2327 је спирална галаксија у сазвјежђу Хидра која се налази на листи објеката дубоког неба у Индекс каталогу.
Деклинација објекта је + 3° 10' 8" а ректасцензија 8h 21m 28,0s. Привидна величина (магнитуда) објекта IC 2327 износи 13,1 а фотографска магнитуда 14,0. IC 2327 је још познат и под ознакама UGC 4356, MCG 1-22-2, CGCG 32-4, IRAS 08188+0319, PGC 23447.